# Мис Слънчице
„Мис Слънчице“ (на английски: Little Miss Sunshine) е американска комедия на режисьорското семейство Джонатан Дейтън и Валери Фарис от 2006 г. В сценария на Майкъл Арнд семейство от Албукърки, Ню Мексико трябва бързо да стигне до Редондо Бийч, Калифорния, за да може малката им дъщеря да участва в детски конкурс по красота, наречен „Мис Слънчице“. Филмът има 4 номинации за „Оскар“, включително за най-добър филм, и печели 2 награди: за оригинален сценарий и за най-добра поддържаща мъжка роля на Алън Аркин. Прожекцията му в България започва на Киномания 2006.

## Сюжет
Внимание:  Текстът по-долу разкрива сюжета на произведението (или части от него)!
В началото на филма Шерил Хувър (изиграна от Тони Колет) приютява брат си Франк (Стийв Карел), след като го прибира от болница, в която се е лекувал след опит за самоубийство. Причината е уволнението му, от своя страна причинено от скандала около несподелената му любов към аспирант, изневерил му с втория най-известен специалист по творчеството на френският писател Марсел Пруст (най-бележития му изследовател е по мнението на Франк самият той). Другите обитатели на къщата са втория й съпруг Ричард Хувър (Грег Киниър), дъщеря им Олив (Абигейл Бреслин), синът от първия й брак Дуейн (Пол Дейно) и бащата на Ричард, Едуин (Алън Аркин) - все особняци. Дуейн е мрачен тийнейджър, почитател на немския философ Фридрих Ницше;  дал е обет за мълчание докато не изпълни мечтата си да стане пилот. Ричард вярва в самодисциплината и често става досаден с проповедите си за силата на волята. Разработил е специална мотивационна система за успех от 8 стъпки, която напразно се надява да продаде. Еудин е таен наркоман, който спи на дивана, след като е бил изхвърлен от старчески дом за безпардонното си и цинично поведение. Тайно смърка хероин и обожава внучката си Олив, на която помага да разработи танца си за конкурси по красота. Самата Олив е симпатично, закръглено 7-годишно момиченце с огромни очила с висок диоптър. Мечтата ѝ е да стане кралица на красотата.
Оказва се, че Олив може да участва в конкурса „Мис Слънчице“ в Калифорния през почивните дни и почти разореното семейство ентусиазирано потегля натам с жълтия си микробус "Фолксваген", въпреки че разстоянието е около 1100 км, а трябва да го изминат за по-малко от 2 дни. Още в началото на пътуването се разваля съединителят на микробуса, но за ремонт няма време. Налага се да бутат колата при всяко тръгване. Ричард, Едуин и Франк спорят почти за всичко, докато Шерил заема ролята на умиротворител. Изяснява се тежкото им финансово положение и че то няма изгледи да се подобри. Отсядат да нощуват в мотел, където пак става кавга, докато детето репетира с дядо си, своя все още неизвестен на другите танц. През нощта изглежда старецът взема свръхдоза хероин и на другия ден умира в местната болница. За да избегне забавяне свързано с аутопсията, семейството натъпква трупа му в багажника и скоро пак са на път за конкурса. Следва нов шок - с помощта на тестове, с които се е сдобила в болницата, Олив установява, че Дуейн страда от цветна слепота, което би му попречило да стане пилот, както мечтае. Той изпада в нервна криза и пак спират, но след като е успокоен и утешен от сестричката си отново тръгват. Накрая стигат в Редондо Бийч, но се явяват с 3 минути закъснение и отначало арогантната организаторка на конкурса не се съгласява да допусне момиченцето до участие.

Все пак на Олив й е позволено да се състезава, но конкурсът е от естество, различно от очакваното от нея. То е по-скоро някакъв гротесков вариант на „Мис Свят“, в който участниците се мъчат да уподобят големите момичета, като прекаляват с козметиката и разголването си. Родителите й предвиждат присмеха, който ще си навлече, но решават да я оставят в програмата, за да не пропадне трудът, който е положила. Тя е последната изпълнителка и участието й остава паметно. Излиза, че танцът й, който посвещава на дядо си, „който е в багажника на колата“, както тя обяснява на публиката, е пародия на стриптийз, на фона на песента Super Freak на Рик Джеймс. Хлапето танцува радостно и без да се притеснява от обидите на зрителите, а семейството й я подкрепя в това, въпреки съпротивата на организаторката. За да не бъде свалена от сцената, те също се качват там и се включват в шоуто в същия дух. Накрая са изгонени с помощта на полицаи, които нареждат на семейство Хувър никога повече да не записват дъщеря си в конкурси по красота в Калифорния. Те охотно се съгласяват. С бутане подкарват микробуса, премазват бариерата на паркинга и потеглят.

## Любопитно
- Музиката за филма е написана от денвърската група DeVotchKa и композитора Майкъл Дана и е изпълнена от DeVotchKa. По-голямата част от музиката е адаптирана от стари песни на групата: „How It Ends“, „The Enemy Guns“ и „You Love Me“ от албума „How It Ends“ и „La Llorona“ от „Una Volta“.
- Във филма Абигейл Бреслин носи подплънки, които я правят по-закръглена.
- Всички артистки, играещи участнички в конкурса „Мис Слънчице“, освен Абигейл Бреслин, са ветерани в тези среди. Във филма са гримирани и облечени както биха се явили на конкурс, а изпълненията им също са собствени.
- В заснемането са използвани 5 еднакви микробуса „Фолксваген“.
- Филмът е посветен на Ребека Анито, племенница на продуцента Питър Сараф, загинала в автомобилна катастрофа през 2005 година.
- Филмът е сниман в продължение на 5 години, най-вече поради финансови затруднения.
- Продуцентите купуват сценария на Майкъл Арнд за 250 000 долара.